# 吳佩陶
吳佩陶，原名逢吉，字學用，號楊湖，湖北武昌縣人。清朝政治人物，同進士出身。

## 生平
吳佩陶原名逢吉，道光五年（1825年）乙酉科舉人，道光二十七年（1847年）張之萬榜三甲進士，與沈桂芬、李鴻章、沈葆楨等同年。曾任襄陽府教授。